# Taktile Kommunikation
Die taktile Kommunikation ist ein Kanal innerhalb der Nonverbalen Kommunikation. Taktile Kommunikation wird in der Wissenschaft synonym mit haptischer Kommunikation verwendet.
Der taktilen Kommunikation liegen der Tastsinn, die haptische Wahrnehmung und Sensationen wie Kitzel, Berührung, Bewegung, Vibration, Temperatur, Druck und Spannung zugrunde. Die sensorischen Informationen stammen von der Haut, aber auch von der Propriozeption in Gelenken.
Für die taktile Kommunikation ist Nähe erforderlich, damit Berührung und Hautkontakt überhaupt stattfinden können. Deshalb spielen auch Gerüche, das Nähe-Distanzverhalten (Proxemik), die emotionale Beziehung und soziale Rollen für die taktile Kommunikation eine wichtige Rolle.